# Nick Oliveri
Nick Steven Oliveri (ur. 21 października 1971 w Los Angeles) – amerykański muzyk z Palm Desert w stanie Kalifornia. Gitarzysta basowy, akustyczny i elektryczny, a także wokalista.
Pierwsze kroki stawiał z zespołem The Dwarves, którego był współzałożycielem (występuje w nim pod pseudonimem "Rex Everything"). Występował też solowo. Następnie został basistą legendarnej grupy Kyuss, ale krótko po wydaniu płyty Blues for the Red Sun (1992) Nick opuszcza Kyuss. W 1997 roku zakłada punkowo-metalowy projekt o nazwie Mondo Generator. W 1998 zostaje członkiem nowego zespołu kolegi z Kyussa Josha Homma Queens of the Stone Age. W 2004 z powodu notorycznego destrukcyjnego i agresywnego zachowania Oliveri został wyrzucony z zespołu. Obecnie kontynuuje działalność swojego, istniejącego od 1997, punkowo-metalowego projektu Mondo Generator. Po kilkuletniej przerwie powrócił również do istniejącego od końca lat 80. punkowego zespołu The Dwarves, którego był współzałożycielem.

## Wybrana dyskografia
- Nick Oliveri – Death Acoustic (2009, Impedance Records)[5]
- Nick Oliveri Vs The Chuck Norris Experiment – Nick Oliveri Vs The Chuck Norris Experiment (2012, I Hate People Records)
- He Who Can Not Be Named Vs Nick Oliveri – Nick Oliveri Vs He Who Can Not Be Named (2013, I Hate People Records)
- Nick Oliveri's Uncontrollable – Leave Me Alone (2014, Schnitzel Records)[6]

## Filmografia
- "Truckfighters" (jako on sam, 2011, film dokumentalny, reżyseria: Joerg Steineck)[7]
- "Lo Sound Desert"  (jako on sam, 2015, film dokumentalny, reżyseria: Joerg Steineck)[8]
- "Records Collecting Dust"  (jako on sam, 2015, film dokumentalny, reżyseria: Jason Blackmore)[9]
- "Desert Age: A Rock and Roll Scene History" (jako on sam, 2016, film dokumentalny, reżyseria: Jason Georgiades, Jason Pine)[10]